# Carex bodinieri
Espèce
Classification phylogénétique
Carex bodinieri est une espèce de plantes du genre Carex et de la famille des Cyperaceae.